# Henry Bessemer
Henry Bessemer, född 19 januari 1813 i Charlton nära Hitchin i Hertfordshire, död 15 mars 1898 i London, var en brittisk mekaniker och metallurg, namngivare av färskningsmetoden för stål, som fått namnet bessemermetoden.
Han arbetade först i sin fars metallgjuteri, kom 1830 till London och ägnade sig snart helt åt uppfinnarverksamhet inom vitt skilda områden av ingenjörsvetenskapen. Bland de 120 olika patent vilka han tog, finner man anordningar för ångbåtar, teleskop, bronspulver, maskiner för diamantslipning med mera. Den uppfinning, som skänkt Bessemers namn dess världsrykte, eller metoden att genom inblåsning av luft i smält tackjärn färska detta till stål, patentskyddades 17 oktober 1855, varjämte ett tilläggspatent daterat 7 december samma år på en stjälpugn för processens utförande offentliggjordes. Emellertid var det först genom ett föredrag, hållet 13 augusti 1856 i Cheltenham inför "British Association for the Advancement of Science", som Bessemer för en större allmänhet framlade sin uppfinning. I detta föredrag, vilket dagen efter dess hållande trycktes i "The Times", angav Bessemer först konstruktionen av den använda, vridbara ugnen (konvertern) samt uppgav, att laddningens storlek bör hållas mellan 1 och 5 ton samt trycket mellan 0,5 och 0,7 atm. I slutet av sitt föredrag påvisar Bessemer såsom fördelar hos processen, att den genomföres utan bränsleförbrukning och utan att de skadliga beståndsdelar, som ingå i kolet, såsom svavel, ingå i stålet. Han visar också på möjligheten att framställa på oanat kort tid större stålblock än den dåtida metallurgin ännu var van att tillverka, samt framhåller tätheten och homogeniteten hos sitt stål.
Naturligt är att en så epokgörande uppfinning, spridd genom tidningen The Times, skulle väcka stort uppseende. Redan sexton dagar efter sitt föredrag överenskom Bessemer med ägarna av Dowlais järnverk att för dem tillverka 20 00 ton stål årligen, och inom en månad hade han för licenser inkasserat 28 000 pund. Emellertid mötte exploateringen av uppfinningen stora svårigheter. Sålunda var det ofta inte möjligt att hålla nog hög värme i ugnen, vilket i sin tur resulterade i att man fick tjockflytande och efter stelnandet otätt stål. Bessemers förlagsmän började ge upp hoppet om framgång, då genom ett uppslag från Sverige de svårtydda gåtorna vid processens utförande fick sin lösning. Förtjänsten att till praktisk användbarhet ha utarbetat Bessemers geniala uppfinning tillkommer konsul Göran Fredrik Göransson, vilken redan hösten 1857 vid Edskens masugn efter en studieresa i England började arbeta med den nya bessemerprocessen. Han mötte vid dessa arbeten samma svårigheter som uppfinnaren själv. Genom ihärdiga försök, vilka understöddes av Järnkontoret, fann Göransson slutligen, att han genom ökandet av blästermängden erhöll en betydligt varmare produkt än förut, varigenom dels en lättare uttappbar, dels jämnhård produkt erhölls. Sedan de svenska rönen blivit kända i England vann bessemerprocessen raskt spridning, så att den ända till början på 1900-talet var den färskningsprocess, varmed huvudmassan av världens stålbehov tillverkades.
Bessemer var 1868 en bland grundarna av "Iron and Steel Institute" samt dess president 1871–1873, i vilken egenskap han instiftade Bessemermedaljen, som årligen av detta samfund utdelas för nya uppfinningar och rön inom järnhandteringen. År 1877 blev Bessemer medlem av "Institution of Civil Engineers", 1879 medlem av Royal Society och samma år adlad. Vid Bessemers död hade Englands stålproduktion genom hans uppfinning stigit från 50 000 ton till 1 845 000 ton per år, och världsproduktionen per år av bessemerstål uppgick till över 11 miljoner ton.